# イクシオトキシン
イクシオトキシン (ichthyotoxin) は、魚に対して有毒な化合物、あるいは魚によって生産される毒素の総称である。前者には藻類によって生産され、大規模な魚の死を引き起こすユーグレノフィシンおよびプリムネシンがあり、後者にはハコフグ科が作るオストラキトキシンがある。
毒素を産生する藻類にはハプト藻などがある。また、ガー目など数種の魚類の卵にも含まれている。

## ウナギの毒素
ウナギやアナゴの血清にはタンパク質性の毒素が含まれており、口に入ると下痢や吐き気などの中毒症状を、目に入ると結膜炎を引き起こす。また、傷口に入ると炎症を起こす。大量に食べると死亡することもあるが、タンパク質であるため、60℃、5分の加熱で失活する。ウナギを刺身では食べず、もっぱら蒲焼の形で食されるのは、このためである。
なお、ウナギの皮膚の粘膜にも毒素が含まれているが、これとはまったく別の種類の毒である。